# 毒恋〜毒もすぎれば恋となる〜
『毒恋 ～毒もすぎれば恋となる～』（どくこい どくもすぎればこいとなる）は、牧野圭祐による日本の小説作品。角川文庫（KADOKAWA）より、2024年7月25日から10月25日まで刊行された。
戸真伊まいが構成を、たなたきとが作画を務めた漫画版が、『マンガPark』（白泉社）にて、2024年7月23日から10月8日まで連載された。TBS系の「ドラマストリーム」枠でテレビドラマ化され、2024年9月から12月まで放送された。

## 書誌情報

### 小説
- 牧野圭祐『毒恋 〜毒もすぎれば恋となる〜』KADOKAWA〈角川文庫〉
  - 上巻：2024年7月25日発売[5]、ISBN 978-4-04-115141-9
  - 下巻：2024年10月25日発売[6]、ISBN 978-4-04-115145-7

### 漫画
- たなたきと（漫画）・戸真伊まい（構成）・牧野圭祐（原作） 『毒恋 〜毒もすぎれば恋となる〜』 白泉社〈花丸コミックス・プレミアム〉、2024年9月5日発売[7]、ISBN 978-4-59-272147-5

## テレビドラマ
2024年9月17日から12月10日までTBS系「ドラマストリーム」枠で放送された。主演は濱正悟と兵頭功海。

### キャスト

#### 主要人物
志波令真（しば りょうま）
演 - 濱正悟
弁護士。
ハルト
演 - 兵頭功海
志波がソロキャンプ中に出会った謎が多い人物。本名は「春原健斗」。

#### 周辺人物
風間公太郎（かざま こうたろう）
演 - こがけん
志波の同僚弁護士。
沙樹（さき）
演 - 河井青葉
志波と風間の行きつけのバー「Poisonous Tree」のバーテンダー。
岩峰（いわみね）
演 - 中村育二
志波が所属する「オラクルム法律事務所」の所長。
ユウ
演 - のせりん
ハルトを慕う複雑な家庭環境の青年。

#### 第1話
黒田
演 - 新山航希
志波の99人目の相棒。
マダム
演 - 加茂美穂子
ハルトを探しており、ソロキャンプ中の志波に話しかける。
裁判長
演 - 坂本直季

#### 第3話
シタラック（設楽巧巳）
演 - 河相我聞
教育系インフルエンサー。オラクルム法律事務所の顧問先であるエピーク広告社に訴訟を起こす。
清沢美月
演 - 日比美思
美容系インフルエンサー。巧巳の衣装・メイクを担当している。
上山涼子
演 - 佐々木史帆
SNSコンサルタント。巧巳のビジネスパートナー。
役名不詳
演 - 今藤洋子
検察官。
役名不詳
演 - 安藤広郎

#### 第4話
鈴阪麻衣子
演 - 小林涼子
エネルギー分野で注目されているニューエネラボ株式会社の知財部部長。会社の不正を告発しようと画策する。
金田
演 - 田子天彩
ニューエネラボ株式会社の社員。志波に鈴阪の告発を阻止するよう依頼する。
水崎孝志
演 - 諫山幸治
ニューエネラボ株式会社の開発部部長。

#### 第5話・第6話
裏社会の人間
演 - 吉田宗洋
グループのリーダー的存在。
役名不詳
演 - 笹原遼雅（ONE LOVE ONE HEART）

役名不詳
演 - イーチ（ONE LOVE ONE HEART）

役名不詳
演 - 中澤隆範（第6話）

役名不詳
演 - やまたつや（第6話）

裏社会の人間
演 - 高嶋宏一郎、三木一輝、中島大

役名不詳
演 - 川尻ともる（第11話）

#### 第8話
富成
演 - 若林幸樹
国内有数のテクノロジー企業のCEO。
役名不詳
演 - 仲義代

有栖院坊崇康
演 - 栗田芳宏（第11話、第12話）
有栖グループ代表。政財界のフィクサーでもある。
蜂須賀
演 - 袴田吉彦（9話以降も出演）
志波の因縁の相手。弁護士。

#### 第9話
山岡信彦
演 - 住田隆
ゼネコンである西東建設の営業部長。釣りが趣味。
役名不詳
演 - 青木一平

#### 第10話
役名不詳
演 - 大矢三四郎
市役所職員。

#### 第11話
春原美冬
演 - 八重澤ひとみ（6話も出演）
ハルトの母親。有栖院坊の愛人であるが、息子のために有栖院坊の悪事を告発しようとした。
尾近義貴
演 - 庄野﨑謙
希井田市自然を守る会の代表。
役名不詳
演 - 高草木淳一、吉田興平、長谷部光祐
有栖院坊の手下。

### スタッフ
- 原作 - 牧野圭祐『毒恋～毒もすぎれば恋となる～』（角川文庫）
- 脚本 - 川﨑いづみ
- プロデューサー - 三浦和佳奈（大映テレビ）
- 配信プロデューサー - 齊藤彩奈、杉山香織、パリーク亜門
- 演出 - 大内舞子、林雅貴、青木達也
- 漫画（白泉社）- たなたきと（漫画）、戸真伊まい（構成）
- オープニングテーマ - 和ぬか「ラブトキシン」（UNIVERSAL SIGMA）[17]
- エンディングテーマ - osage「ジオメトリック」（Sony Music Labels Inc.）[17]
- 制作プロダクション - 大映テレビ
- 製作 - 『毒恋～毒もすぎれば恋となる～』 製作委員会

### 放送日程
| 話数   | 放送日   | サブタイトル                                             | 演出     |
| ------ | -------- | -------------------------------------------------------- | -------- |
| 第1話  | 9月17日  | 氷のエリート弁護士×ワンコ系沼男子、最強のバディ誕生      | 大内舞子 |
| 第2話  | 9月24日  | いいから、俺を使ってみてよ――俺の家政夫ハルトくん         | 大内舞子 |
| 第3話  | 10月01日 | 勝利のごほうび、ちょーだい――インフルエンサーのウソを暴け | 林雅貴   |
| 第4話  | 10月08日 | この胸のざわめきは――サイボーグ美女に接触せよ             | 林雅貴   |
| 第5話  | 10月15日 | 俺の元を去れ――さよなら、リョーくん                       | 大内舞子 |
| 第6話  | 10月22日 | 相棒を奪還せよ――おまえのおにぎりが食べたい               | 大内舞子 |
| 第7話  | 11月05日 | 夢の温泉旅行――俺の過去とか、気になる?                    | 青木達也 |
| 第8話  | 11月12日 | 俺の大切なパートナー――マイ・フェア・ハルト               | 青木達也 |
| 第9話  | 11月19日 | 俺は、何があっても味方だから――勝利の誓いのキス           | 林雅貴   |
| 第10話 | 11月26日 | 封印していた、ハルトの過去――片っぽのペアリング           | 大内舞子 |
| 第11話 | 12月03日 | 潜入捜査官ハルト――おまえが側にいてくれるなら             | 大内舞子 |
| 最終話 | 12月10日 | 運命の裁判――聖なる夜のプレゼント                         | 大内舞子 |

### 放送局
| 放送期間                       | 放送時間                     | 放送局             | 対象地域   | 備考   |
| ------------------------------ | ---------------------------- | ------------------ | ---------- | ------ |
| 2024年9月17日 - 12月10日       | 火曜 23:56 - 翌0:26          | TBSテレビ（TBS）   | 関東広域圏 | 制作局 |
|                                |                              | IBC岩手放送（IBC） | 岩手県     |        |
|                                |                              | テレビ山梨（UTY）  | 山梨県     |        |
|                                |                              | 中国放送（RCC）    | 広島県     |        |
|                                |                              | あいテレビ（ITV）  | 愛媛県     |        |
| 2024年10月8日 - 2025年1月7日   | 火曜 0:49 - 1:19（月曜深夜） | 静岡放送（SBS）    | 静岡県     |        |
| 2024年10月9日 - 2025年1月15日  | 水曜 23:56 - 翌0:30          | 北陸放送（MRO）    | 石川県     |        |
| 2024年10月13日 - 2025年1月12日 | 日曜 1:28 - 1:58（土曜深夜） | RKB毎日放送（RKB） | 福岡県     |        |
| 2025年1月9日 - 3月27日         | 木曜 1:29 - 1:59（水曜深夜） | 北海道放送（HBC）  | 北海道     |        |

### ネット配信
| 配信開始月 | 配信サイト | 配信料金     | 備考                              |
| ---------- | ---------- | ------------ | --------------------------------- |
| 2024年9月  | Netflix    | 定額制有料   | 同月10日から毎週火曜に先行配信    |
| 2024年9月  | TBS FREE   | 広告付き無料 | 見逃し配信 （地上波放送後に配信） |
| 2024年9月  | TVer       | 広告付き無料 | 見逃し配信 （地上波放送後に配信） |

| TBSテレビ ドラマストリーム                    | TBSテレビ ドラマストリーム                                | TBSテレビ ドラマストリーム                           |
| 前番組                                        | 番組名                                                    | 次番組                                               |
| --------------------------------------------- | --------------------------------------------------------- | ---------------------------------------------------- |
| さっちゃん、僕は。 （2024年6月11日 - 9月3日） | 毒恋〜毒もすぎれば恋となる〜 （2024年9月17日 - 12月10日） | 地獄の果てまで連れていく （2025年1月14日 - 3月25日） |